# Potoka (vattendrag i Bulgarien)
Potoka (bulgariska: Потока) är ett vattendrag i Bulgarien.   Det ligger i regionen Plovdiv, i den centrala delen av landet, 130 km sydost om huvudstaden Sofia.
Runt Potoka är det i huvudsak tätbebyggt. Runt Potoka är det mycket tätbefolkat, med 4 039 invånare per kvadratkilometer.